# Contea di Huaiji
La contea di Huaiji (怀集县S, Huáijí XiànP) è una contea della Cina, situata nella provincia del Guangdong e amministrata dalla prefettura di Zhaoqing.